# Cantone di Bourdeaux
Il Cantone di Bourdeaux era un cantone della Francia dell'arrondissement di Die.
A seguito della riforma approvata con decreto del 20 febbraio 2014, che ha avuto attuazione dopo le elezioni dipartimentali del 2015, è stato soppresso.

## Composizione
Comprendeva i comuni di:
- Bézaudun-sur-Bîne
- Bourdeaux
- Bouvières
- Crupies
- Félines-sur-Rimandoule
- Mornans
- Le Poët-Célard
- Les Tonils
- Truinas